# Lex Poetelia Papiria de nexis
Die Lex Poetelia Papiria de nexis war ein vorklassisches Gesetz aus der römischen Republik. Es verbot Schuldnern förmlicher Darlehensgeschäfte (mutua) des Zwölftafelrechts, sich beim Gläubiger des Geschäfts in private Schuldhaft (nexum), zu begeben.
Bereits in den historischen Quellen bestand Uneinigkeit über den Zeitpunkt des Gesetzeserlasses. Angeschlossen an den Geschichtsschreiber Livius geht die heutige Forschung vom Jahr 326 v. Chr. für die Gesetzesbegründung aus. Als Initiator wird der in diesem Jahr zum dritten Mal amtierende Konsul Gaius Poetelius Libo Visolus erachtet. Der Polyhistor Varro hingegen datiert das Gesetz auf den späteren Zeitpunkt 313 v. Chr., das Jahr, in dem Visolus’ Sohn Gaius Diktator wurde.
Die persönliche Schuldhaft, das nexum, war eine freiwillige Selbstverpfändung, die strengen formgebundenen Übertragungsregeln folgte und eine symbolhafte persönliche Haftungsbereitschaft zur Sicherstellung des Versprechens bedeutete, dass das hingegebene Darlehen (rechtzeitig) bei Fälligkeit zurückgezahlt würde. Blieb die Zahlung bei Fälligkeit aus, unterlag der Schuldner nach den hergebrachten Regeln der altzivilen Beliebigkeit einer versklavungsgleichen Schuldknechtschaft beim Gläubiger. Diesen Rechtszustand änderte das Gesetz und ordnete zudem an, dass Vollstreckungshäftlinge zukünftig nicht mehr gefesselt werden durften.